# 汪联辉
汪联辉，南京邮电大学副校长、教授，主要从事纳米光电材料、生物光电子学及生物传感器等方面的研究。

## 生平
汪联辉本硕先后毕业于成都科技大学高分子材料系、福建师范大学高分子化学与物理，1998年获浙江大学高分子化学与物理专业博士学位。1998年赴新加坡国立大学化学与生物分子工程系从事博士后研究工作。2005年起在复旦大学任教。

## 荣誉
- 2004年，获得中国国家杰出青年科学基金
- 2011年，成为中国教育部长江学者特聘教授
- 2013年，入选“百千万人才工程” 国家级人选
- 2013年，获中国国务院特殊津贴